# White Oak (Oklahoma)
White Oak – jednostka osadnicza w Stanach Zjednoczonych, w stanie Oklahoma, w hrabstwie Craig.